# La Rivière de boue
Pour plus de détails, voir Fiche technique et Distribution.
La Rivière de boue (泥の河, Doro no kawa) est un film japonais réalisé par Kōhei Oguri, sorti en 1981.
Le film est nommé à l'Oscar du meilleur film en langue étrangère et remporte le Prix du film Mainichi et le prix d'argent au Festival international du film de Moscou en 1981.

## Synopsis
À Osaka, en 1956, Nobuo est un jeune garçon de 9 ans qui vit avec ses parents dans une échoppe au bord d'une rivière boueuse, bras de la Kyū-Yodo-gawa. C'est un écolier bien élevé et curieux, il s'intéresse à tous les petits évènements du quartier populaire où il vit. Un jour, une péniche s'amarre près de sa maison, à bord vivent deux enfants, un garçon semblable à Nobuo et sa sœur, accompagnés d'une femme mystérieuse. Nobuo sympathise avec Kiichi le garçon. Mais un jour, sans prévenir, la péniche s'en va, laissant Nobuo le cœur déchiré.

## Fiche technique
- Titre : La Rivière de boue
- Titre original : 泥の河 (Doro no kawa?)
- Réalisation : Kōhei Oguri
- Scénario : Takako Shigemori (ja) d'après le roman de Teru Miyamoto
- Photographie : Shōhei Andō (ja)
- Décors : Akira Naitō (ja)
- Montage : Nobuo Ogawa (ja)
- Lumières : Tadaaki Shimada (ja)
- Son : Hideo Nishizaki
- Production : Motoyasu Kimura
- Musique : Kurōdo Mōri (ja)
- Pays de production :  Japon
- Langue originale : japonais
- Format : noir et blanc - 1,37:1 - 35 mm - son mono
- Genre : drame
- Durée : 105 minutes
- Dates de sortie :
  - Japon : 30 janvier 1981[1]
  - France : 5 janvier 1983 (sortie en salles)[2]

## Distribution
- Takahiro Tamura : Shinpei Itakura
- Mariko Kaga : Shoko Matsumoto
- Nobutaka Asahara : Nobuo Itakura
- Makiko Shibata : Ginko Matsumoto
- Minoru Sakurai : Kiichi Matsumoto
- Yumiko Fujita (ja) : Sadako Itakura, la femme de Shinpei
- Masako Yagi (ja) : Fusako, la première femme de Shinpei
- Taiji Tonoyama : homme sur un bateau

## Distinctions
Sauf indication contraire, les informations mentionnées dans cette section peuvent être confirmées par la base de données cinématographiques IMDb,  présente dans la section « Liens externes ».

### Récompenses
- 1980 : prix du nouveau réalisateur (citation) de la Directors Guild of Japan pour Kōhei Oguri[3]
- 1981 : Hōchi Film Award du meilleur espoir pour Kōhei Oguri[4]
- 1981 : Prix d'argent au festival international du film de Moscou[5]
- 1982 : prix du meilleur réalisateur pour Kōhei Oguri, de la meilleure photographie pour Shōhei Andō (ja) et des meilleures lumières pour Tadaaki Shimada (ja) aux Japan Academy Prize[6]
- 1982 : prix Kinema Junpō du meilleur film, du meilleur réalisateur pour Kōhei Oguri et de la meilleure actrice dans un second rôle pour Mariko Kaga[7]
- 1982 : prix Blue Ribbon du meilleur film et prix du personnel technique pour Shōhei Andō (ja)[8],[9]
- 1982 : prix Mainichi du meilleur film, du meilleur réalisateur pour Kōhei Oguri et du meilleur acteur pour Takahiro Tamura[10]
- 1982 : prix de la meilleure photographie pour Shōhei Andō (ja) au Festival du film de Yokohama

### Nominations et sélections
- 1981 : en compétition pour le Prix d'or au festival international du film de Moscou
- 1982 : nomination à l'Oscar du meilleur film en langue étrangère[11]
- 1982 : prix du meilleur film, de la meilleure actrice dans un second rôle pour Mariko Kaga, du meilleur scénario pour Takako Shigemori (ja) et du meilleur son pour Hideo Nishizaki aux Japan Academy Prize[6]